# بابنا (بنغلاديش)
بابنا (بالبنغالية: পাবনা জেলা)‏ هي منطقة تقع وسط بنغلاديش. تعد منطقة مهمة اقتصاديًا في بنغلاديش. عاصمتها الإدارية هي مدينة بابنا.